# Burg Obrigheim
Die Burg Obrigheim war eine auf einer Anhöhe inmitten von Obrigheim am Neckar gelegene Höhenburganlage (Motte). Die vermutlich im 11. Jahrhundert begründete Anlage war eine der ältesten Burgen des Neckartals. Zur Unterscheidung von Schloss Neuburg wird sie in den Quellen nach ihrer Lage im Ortskern auch als Mettelnburg oder mitteln borg tituliert. Daneben taucht auch der Name alte Burg oder niedere Burg in den Urkunden auf. Zum Burgareal gehörte auch die heutige evangelische Friedenskirche, die sich vermutlich aus einer in der Vorburg gelegenen Burgkapelle entwickelt hat.

## Geschichte
Anfänglich war die Burg im Besitz der edelfreien Familie der Herren von Obrigheim, die ab 1081 urkundlich nachweisbar ist. Sie hatten die Burg unweit einer Furt errichtet, an der eine wichtige Fernstraße den Neckar überquerte. In der Mitte des 12. Jahrhunderts tat sich die Familie durch großzügige Dotationen hervor. So übergaben die Brüder Meginlach, Wolprand und Hermann von Obrigheim 1142 die Burg an das Bistum Worms. Meginlach stiftet zudem um 1145 das Kloster Lobenfeld. Vom Bistum Worms ging die Anlage vermutlich zusammen mit dem sogenannten Reichsland um Wimpfen an die Staufer über. Ab 1222 ist eine Ministerialenfamilie mit dem Namen von Obrigheim nachweisbar, die zu den staufischen Dienstleuten im Umfeld der Kaiserpfalz Wimpfen gehörten.
Im Lauf des 14. Jahrhunderts gelang es dann den Pfalzgrafen bei Rhein die Burg Stück für Stück zu erwerben. Bereits 1329 wird die Anlage im Hausvertrag von Pavia unter den pfälzischen Burgen genannt. Aber auch der Ortsadel besaß damals noch Anteile an der Anlage. Im Jahre 1369 konnte Pfalzgraf Ruprecht I. den Anteil des Konrad von Obrigheim zusammen mit der Dorfkirche erwerben. Nachdem die rheinischen Pfalzgrafen die von ihnen bei Obrigheim gegen Ende des 13. Jahrhunderts gegründete Burg Landsehr offenbar in der Mitte des 14. Jahrhunderts aufgegeben hatten, war die alte Burg Obrigheim vermutlich auch Sitz des pfälzischen Amts Obrigheim.
Im Jahre 1401 versetzte Pfalzgraf Ruprecht III. die Burg zusammen mit Burg und Stadt Mosbach an die Witwe des badischen Markgrafen, Mechtild von Sponheim. Nach der pfälzischen Landesteilung wurden die Pfandstücke durch Pfalzgraf Otto I. von Mosbach vermutlich um 1413 wieder ausgelöst. 1452 gab Pfalzgraf Otto I. die Burg an Volkmar von Wiltperg zu Lehen. Ihm folgte 1464 sein Sohn Gunter von Wiltperg. 1479 wird die Burg in einem Erbvertrag, der den Rückfall der Pfalz-Mosbach an die Kurpfalz regelte, letztmals urkundlich erwähnt.

## Heutiger Zustand

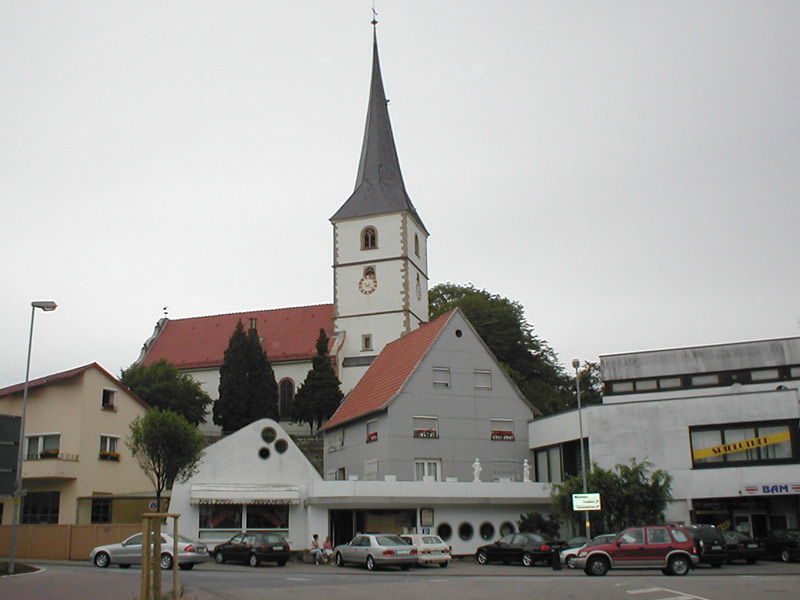
Im Bild befindet sich der Burghügel rechts (nördlich) hinter dem Kirchturm der Friedenskirche

Heute zeugt nur noch ein mächtiger Turmhügel neben der evangelischen Dorfkirche von dieser einst so strategisch wichtigen Mottenanlage. Am Zugang zum Kirchhof befinden sich noch geringe Reste einer Falltoranlage, die vermutlich Teil eines Torturms war.